# MOB1
MOB1 was in België het eerste mobiele telefoonnetwerk, dat in 1977 het tijdperk van de draadloze telefoon inluidde.

## Tekortkoming
Dit netwerk was zeer vooruitstrevend, maar moest met een tekortkoming afrekenen. De MOB1 was namelijk in aparte geografische zones ingedeeld zonder enig centraal controlesysteem, met als gevolg dat men, om een mobieletelefoongebruiker te bereiken, moest weten waar deze zich bevond en zo het juiste zonenummer kon vormen.
Om België volledig te bedekken waren er 21 zendmasten nodig met elk hun zone, dus ook 21 zones. Om een abonnee te bereiken moesten dus soms 21 pogingen worden ondernomen.
Het ging hier om een analoog netwerk met een maximum van ongeveer 4000 abonnees. In 1986 was het netwerk volledig verzadigd en werd gestart met de opvolger, de MOB2.